# باعذرة
باعذرة (بالكردية: باعەدرێ، Baedrê) هي بلدة تقع في قضاء شيخان في محافظة نينوى او (دهوك)، في اقليم كردستان (شمال العراق). تقع البلدة في سهل نينوى وتنتمي إلى المناطق المتنازع عليها. أغلبية سكانها من الأيزيديين ويعتبرونها عاصمتهم السياسية حيث كانت قاعدة زعيم الجماعة، مير.

## السكان
أغلب سكان المدينة الآن هم من الإيزيديين بالإضافة إلى أقلية من الآشوريين المسيحيين.

## أعلام
- تحسين بك سعيد